# Cheilopogon milleri
Cheilopogon milleri är en fiskart som först beskrevs av Gibbs och Staiger, 1970.  Cheilopogon milleri ingår i släktet Cheilopogon och familjen Exocoetidae. Inga underarter finns listade i Catalogue of Life.